# Kristijan Dobras
Kristijan Dobras (* 9. Oktober 1992 in Varaždin, Kroatien) ist ein österreichischer Fußballspieler.

## Karriere

### Verein
Dobras begann seine Karriere bei der SU Wolfern in Oberösterreich. 2004 wechselte er in die Jugendabteilung des SK Vorwärts Steyr, wo er zwei Jahre blieb, ehe er zur SU Wolfern zurückkehrte und nebenher in der Fußballakademie Linz aktiv war.
2010 kam dann der Wechsel zum österreichischen Rekordmeister SK Rapid Wien, wo er anfangs in der zweiten Mannschaft aktiv war. Sein Debüt in der Regionalliga Ost für die Amateure gab der offensive Mittelfeldspieler am 31. August 2010 gegen den FC Waidhofen an der Ybbs, als er in der 77. Minute für Michael Zeiner von Trainer Andreas Reisinger eingewechselt wurde. Das Spiel im Waidhofener Alpenstadion endete mit einer 0:2-Niederlage. Insgesamt kam Dobras in jener Saison auf weitere 15 Einsätze. 2011/12 war er 28 Mal für die Amateure am Werk und erzielte dabei fünf Tore.
Nach guten Leistungen am Anfang der Saison 2012/13 wurde er von Peter Schöttel in den Kader der ersten Mannschaft geholt. Sein Debüt in der höchsten österreichischen Spielklasse gab Dobras am 15. September 2012 gegen den FC Admira Wacker Mödling, als er in der 85. Minute für Kapitän Steffen Hofmann eingewechselt wurde. Das Spiel im Gerhard-Hanappi-Stadion endete torlos 0:0. Nach einem Seitenbandanriss im Knie im Oktober 2012 fiel der in Kroatien geborene Dobras bis zum Ende des Jahres 2012 aus. Im Januar 2013 wechselte Dobras leihweise zum SV Grödig und schaffte mit den Salzburgern den Aufstieg in die höchste österreichische Spielklasse. Im Juli 2013 verließ er Rapid endgültig und wechselte zum SC Wiener Neustadt. Nach dem Abstieg des Teams nach der Saison 2014/15 blieb Dobras erstklassig und wechselte zum Europa-League-Qualifikanten SK Sturm Graz. Er unterschrieb einen Dreijahresvertrag.
Zur Saison 2017/18 wechselte er zum Ligakonkurrenten SCR Altach, bei dem er einen bis Juni 2018 gültigen Vertrag erhielt. Nach der Saison 2018/19 verließ er Altach.
Daraufhin wechselte er im August 2019 nach Australien zu Melbourne Victory, wo er einen bis Juni 2020 laufenden Vertrag erhielt. Für Melbourne kam er zu acht Einsätzen in der A-League, in denen er zwei Tore erzielte. Im Jänner 2020 wurde sein Vertrag bei den Australiern aufgelöst. Daraufhin wechselte er im Februar 2020 nach Kasachstan zu Ertis Pawlodar. Ohne Einsatz für die Kasachen verließ er den Verein, nachdem Ertis aus der Premjer-Liga ausgeschlossen worden war.
Nach einem halben Jahr ohne Verein kehrte Dobras im Februar 2021 nach Österreich zurück und schloss sich dem Zweitligisten FC Blau-Weiß Linz an, bei dem er einen bis Mai 2021 laufenden Vertrag erhielt. Für die Linzer kam er bis Saisonende zu 16 Einsätzen in der 2. Liga, in denen er vier Tore erzielte. Mit Blau-Weiß wurde er zu Saisonende Zweitligameister. Zur Saison 2021/22 wechselte er nach Liechtenstein zum in der zweitklassigen Schweizer Challenge League spielenden FC Vaduz, bei dem er einen bis Juni 2022 laufenden Vertrag erhielt. Für Vaduz absolvierte er 56 Partien in der Challenge League.
Zur Saison 2023/24 kehrte Dobras wieder nach Linz zurück, das inzwischen in die Bundesliga aufgestiegen war. Bei Blau-Weiß unterschrieb er einen bis 2024 laufenden Vertrag. Für Blau-Weiß kam er zu 47 Bundesligaeinsätzen. Nach der Saison 2024/25 verließ er die Linzer.

### Nationalmannschaft
International spielte Dobras bisher für die österreichische U-17 und U-18.

## Erfolge
- Liechtensteiner Cup: 2022